# أعمال القتل في ناجالاند 2021
أعمال القتل في ناجالاند، هي أحداث وقعت في 4 ديسمبر 2021 م، حيث قتلت وحدة من القوات الخاصة الهندية ستة مدنيين بالقرب من قرية أوتينغ في منطقة مون في ناجالاند، الهند. وقُتل ثمانية مدنيين وجندي في أعمال عنف لاحقة. صدرت إدانة لعمليات القتل على نطاق واسع حيث دعا الكثيرون إلى إلغاء قانون السلطات الخاصة للقوات المسلحة (AFSPA).

## خلفية
عانت منطقة ناجالاند كثيرًا من السياسات الانفصالية، وغالبًا ما يتطور الأمر إلى التمرد المسلح، واستلزم ذلك وجودًا كثيفًا للقوات المسلحة فيها. تُتهم الحكومة الهندية أيضًا باستغلال الموارد في هذه المنطقة وعدم فعل الكثير لتحسين حياة الناس الذين يعيشون هناك. في عام 1958، سن البرلمان الهندي قانون القوات المسلحة (القوات الخاصة) الذي منح مساحة كبيرة للقوات المسلحة وألغى الضمانات الإجرائية. يتهم المجتمع المدني الجيش الهندي بالانخراط في انتهاكات حقوق الإنسان بما في ذلك القتل خارج نطاق القانون والاغتصاب تحت غطاء هذا القانون.

## الحوادث

### الكمين
في مساء يوم 4 ديسمبر 2021، حوالي الساعة 4:00 - 5:00 مساء بتوقيت الهند، نصبت وحدة من القوات الخاصة من الجيش الهندي كمينًا لشاحنة بيك آب مفتوحة الغطاء - تُقِلُ مدنيين من قرية أوتينغ كانوا عائدين من منجم فحم في تيرو - وفتحت النار عليهم. وتوفي ستة أشخاص وأصيب اثنان بجروح خطيرة.
يدَّعي الجيش الهندي أن ذلك كان بسبب معلومات استخباراتية خاطئة؛ حيث كانوا يشتبهون في احتواء السيارة على أعضاء من المجلس الوطني الاشتراكي لناجالاند الذين تعتبرهم الحكومة متمردين. كما زعم الجيش كذلك أنه قد جرى إطلاق النار عندما لم تستجيب السيارة إلى تعليمات الوقوف. رفضت شرطة ناجالاند كلا الادعاءين بعد التحقيق الأولي.

### استرجاع الجثث
مع وصول القرويين المجاورين إلى مكان الحادث، اندلعت جولة جديدة من العنف. عند اعتراض قافلة من الآليات العسكرية، ادعت القوات أنها تعزيزات كانت تنقل «الجرحى» إلى المستشفى وتجهل سبب وقوف الشاحنة ملطخة بالدماء. وزعم القرويون أنهم كانوا ينقلون الضحايا القتلى إلى معسكرهم ورفضوا تسليم الجثث، مما أدى إلى المواجهة.
وفي أثناء الاشتباك الذي أعقب ذلك، تم ثقب إطارات مركبات الجيش، وإحراق ثلاث مركبات، وهاجم أفراد الجيش بالمناجل، مما أدى إلى مقتل جندي واحد ؛ وقتل سبعة مدنيين في إطلاق نار انتقامي. وأصيب 12 مدنيا بجروح خطيرة فيما أصيب ثمانية آخرون بجروح طفيفة.
بعد ذلك بوقت قصير، ادعى الجيش الهندي أنه لم يطلق النار إلا مُكرهًا، حيث قُتل أحد جنود المشاة وأصيب آخرون. يرفض القرويون هذه المزاعم ويتهمون الجيش بإطلاق النار العشوائي. وادعى نياوانج كونياك، رئيس وحدة منطقة حزب بهاراتيا جاناتا (الحزب الحاكم الحالي في ولاية ناجالاند والهند) أنه تم إطلاق النار عليه على الرغم من وجود علم الحزب على سيارته. يقول كونياك إن جنود الجيش الهندي كانوا مسؤولين عن إطلاق النار على سيارته وقتل أحد مرافقيه وأصيب اثنان آخران في إطلاق النار.

### التخريب
جرى تنظيم احتجاجات عامة في جميع أنحاء ناجالاند في 5 ديسمبر 2021. حيث قام أكثر من مائتي شخص بمهاجمة وتخريب معسكر القوات الخاصة للجيش في مون تاون، مما أسفر عن مقتل مدني آخر.

## ما بعد الكارثة
في اليوم التالي، فرضت حكومة ناجالاند في القسم 144 من مقاطعة Mon قيودًا على التجمعات العامة والتجوال، بالإضافة إلى تعليق خدمات الإنترنت عبر الهاتف المحمول والرسائل النصية الجماعية.
انسحبت منظمة شرق ناجالاند الشعبية (ENPO) التي تمثل ست قبائل من مهرجان هورنبيل السنوي الجاري في كيساما بالقرب من كوهيما. ورفع شعب النجا الأعلام السوداء في المهرجان بينما قررت عائلة كونياك الامتناع عن مشاركة فرقتها الثقافية في المهرجان، وتبعهم بقية فرق النجا الثقافية الأخرى في 5 ديسمبر. كما وقف الحضور دقيقتان من الصمت في المهرجان في نفس اليوم.
في وقت لاحق من مساء يوم 5 ديسمبر، لاحظ سكان كوهيما انقطاع التيار الكهربائي لمدة 30 دقيقة حدادا على مقتل المدنيين. جرى تنظيم مسيرات على ضوء الشموع في كوهيما وديمابور ومدن أخرى في نفس اليوم. كما دعا اتحاد طلاب النجا إلى إيقاف العمل لمدة ست ساعات.
أثار الحادث غضبًا عامًا في ناجالاند وأُدين على نطاق واسع، ودعا الكثيرون إلى إلغاء قانون السلطات الخاصة للقوات المسلحة (AFSPA).
في 7 ديسمبر، أعلنت حكومة ناجالاند أنها ستُعلق جميع الأنشطة في مهرجان Hornbill، وأنها تسعى إلى إلغاء قانون القوات الخاصة للقوات المسلحة.

## التحقيقات
في 6 ديسمبر، سجلت شرطة ناجالاند تقريرًا إعلاميًا أوليًا ضد وحدة القوات الخاصة للجيش، بتهمة القتل العمد من الدرجة الأولى. جرى تكليف فريق تحقيق خاص لإكمال التحقيق في غضون شهر. أرسلت اللجنة الوطنية لحقوق الإنسان في الهند إخطارات إلى الحكومة المركزية وحكومات الولايات.